# Landtag (Austria)

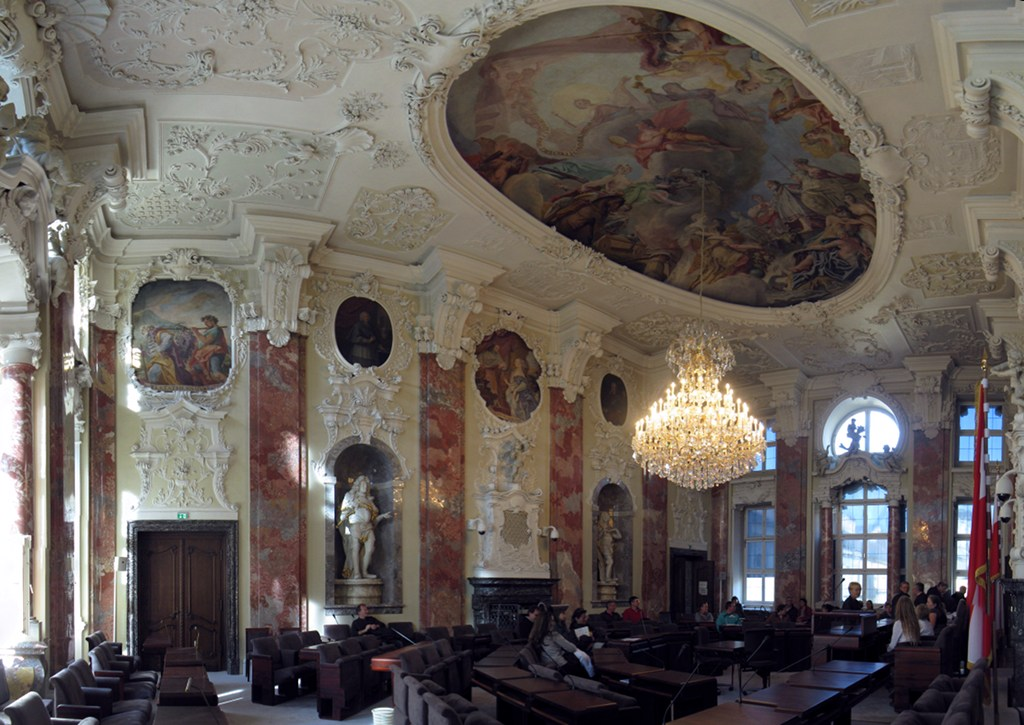
Sala posiedzeń Landtagu Tyrolu w Innsbrucku.

Landtag lub parlament krajowy (polska nazwa historyczna: Sejm krajowy) – organ władzy ustawodawczej występujący w każdym z krajów związkowych Austrii.

## Umocowanie konstytucyjne
Ustrój polityczny krajów związkowych (landów) Austrii opiera się na zasadach opisanych w części czwartej konstytucji z 1920 r. Zgodnie z art. 95 ust. 1 konstytucji federalnej, parlamenty krajów związkowych mają prawo stanowienia prawa krajowego. Konstytucja wprowadza również szereg innych zasad dotyczących landtagów.

### Ordynacja wyborcza
Członkowie parlamentów krajowych wybierani są w wyborach pięcioprzymiotnikowych (art. 95 ust. 1). Szczegółowa ordynacja wyborcza do landtagu jest ustalana osobno w każdym kraju związkowym, przy czym:
- kobiety i mężczyźni muszą być traktowani jednakowo (art. 95 ust.1);
- obywatele kraju związkowego przebywający poza Austrią mogą zachować czynne prawo wyborcze do landtagu, lecz nie dłużej niż przez okres 10 lat od wyjazdu z Austrii; (art. 95. ust. 1);
- zakres czynnego i biernego prawa wyborczego do landtagu nie może być węższy niż czynnego i biernego prawa wyborczego do federalnej Rady Narodowej (art. 95. ust. 2);
- dopuszcza się tworzenie okręgów wyborczych, przy czym liczba przypisanych im mandatów musi być proporcjonalna do ich ludności (art. 95 ust. 3)[1];

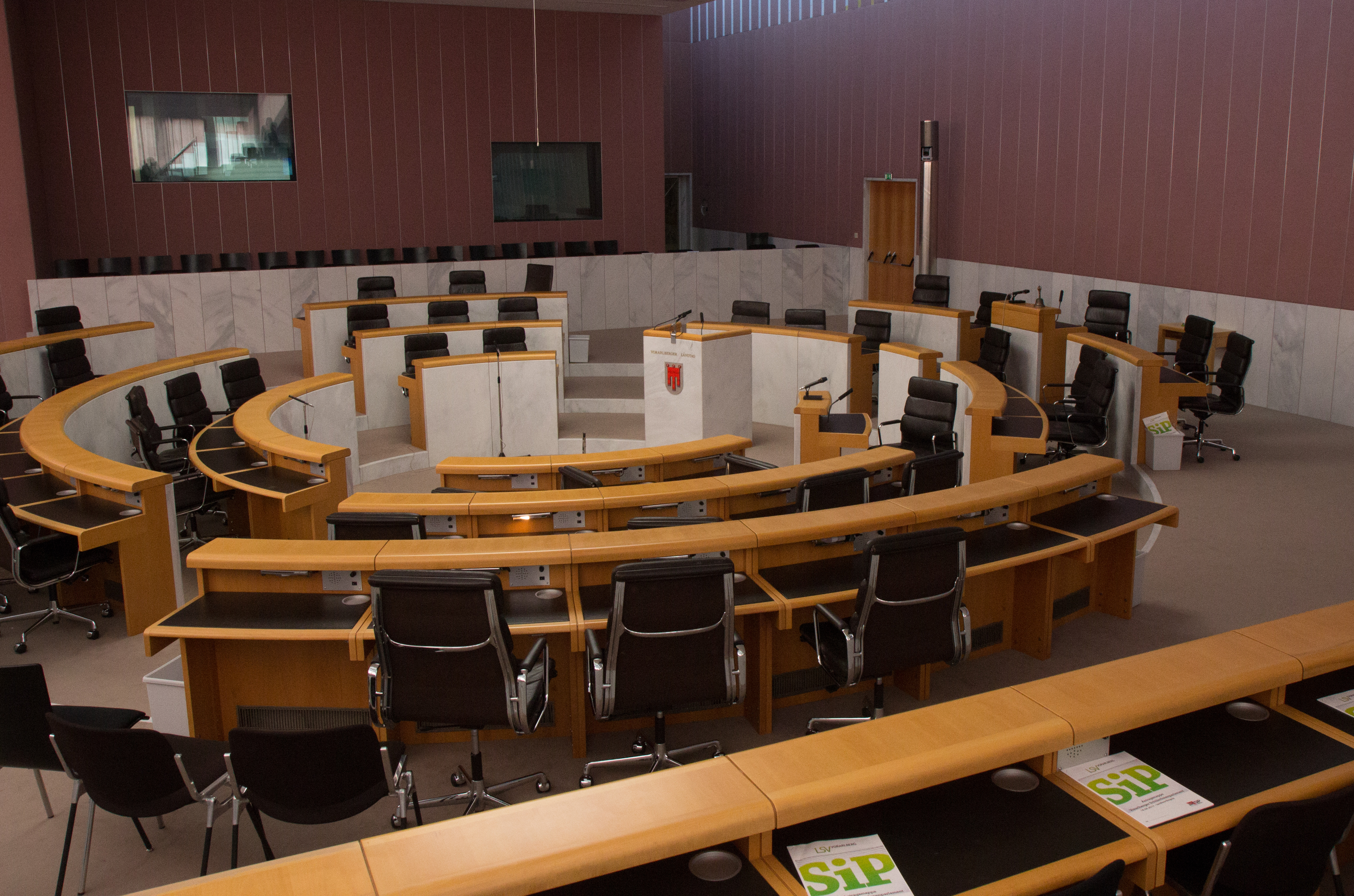
Sala posiedzeń Landtagu Vorarlbergu w Bregencji.

### Immunitet poselski
Członkowie parlamentów krajowych korzystają z identycznego zakresu immunitetu poselskiego jak członkowie Rady Narodowej (art. 96 ust.1).

### Procedura legislacyjna
Szczegółową procedurę legislacyjną każdy kraj związkowy ustala sam w przepisach swojej konstytucji (art. 97 ust. 1). Konstytucja federalna reguluje jednakże relacje między landtagami a władzami federalnymi. Wprowadza ona zasadę, iż każda ustawa przyjęta przez landtag musi zostać przedłożona kanclerzowi federalnemu (art. 98 ust. 1).
Rząd federalny ma prawo weta wobec ustaw parlamentów krajowych. Jeśli rząd federalny miał możliwość wyrażenia stanowiska wobec projektu ustawy przed wszczęciem procesu legislacyjnego, weto może zostać zastosowane wyłącznie, gdy ustawa narusza kompetencje federacji. Jeśli projekt nie był przesłany wcześniej do zaopiniowania władzom federalnym, uzasadnieniem weta mogą być powody mieszczące się w szerszej kategorii „zagrożenia interesów federacji”. W obu przypadkach landtag może odrzucić weto, uchwalając ustawę ponownie w obecności co najmniej połowy swoich członków (art. 98 ust. 2).
Jeśli wykonanie ustawy krajowej wymaga współuczestnictwa organów federalnych, to władze krajowe muszą przedłożyć swoją ustawę kanclerzowi federalnemu z prośba o wyrażenie zgody na takie współuczestnictwo. Rząd federalny ma 8 tygodni na podjęcie decyzji w tej sprawie. Jeśli wyrazi zgodę, ustawa wchodzi w życie. Jeśli odmówi, jej przepisy dotyczące współuczestnictwa organów federalnych zostają automatycznie uchylone. Jeśli natomiast władze federalne nie zajmą w stanowiska w ciągu 8 tygodni, uważa się to za milczącą zgodę (art. 97 ust. 2).
Szczególna procedura legislacyjna dotyczy konstytucji poszczególnych krajów związkowych, które muszą być uchwalane lub zmieniane przez landtagi większością 2/3 głosów w obecności co najmniej połowy posłów (art. 99 ust. 2).

### Relacje z władzą wykonawczą
Władzą wykonawczą w każdym kraju związkowym kieruje jego naczelnik (Landeshauptmann, inne spotykane polskie tłumaczenia: premier rządu krajowego, starosta krajowy). Członkowie rządu krajowego wybierani są przez landtag spoza grona jego członków, przy czym muszą posiadać oni bierne prawo wyborcze do tego landtagu (art. 101).

### Rozwiązanie landtagu
Skrócenie kadencji parlamentu krajowego jest jednym z uprawnień Prezydenta Federalnego, przy czym musi on uzyskać uprzednią zgodę federalnej Rady Narodowej, wyrażoną większością 2/3 głosów w obecności co najmniej połowy członków. W głosowaniu nie biorą udziału członkowie Rady wybrani w kraju związkowym, którego landtag ma zostać rozwiązany. (art. 100).

## Lista landtagów

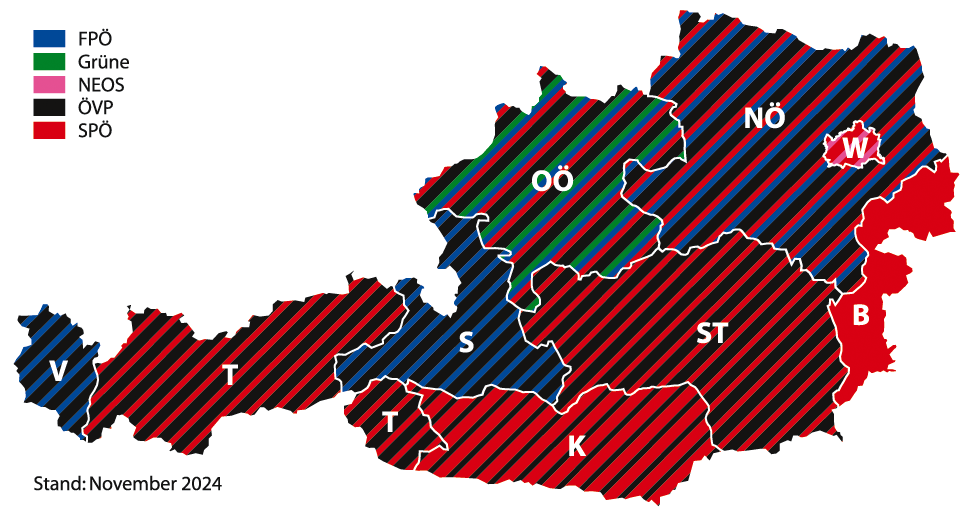
Mapa pokazująca partie i koalicje rządzące w poszczególnych krajach związkowych Austrii (stan na listopad 2024 r.)

- Landtag Burgenlandu
- Landtag Dolnej Austrii
- Landtag Górnej Austrii
- Landtag Karyntii
- Landtag Salzburga
- Landtag Styrii
- Landtag Tyrolu
- Landtag Vorarlbergu
- Landtag i Rada Miejska Wiednia